# Tóth-Tahi Máté
Tóth-Tahi Máté (Budapest, 1958. július 28. – Győr, 2013. május 29.) Jászai- és Szent István-díjas magyar színművész, a Győri Nemzeti Színház tagja.

## Életpályája
Szülei: Tahi-Tóth Nándor és Pfeiffer Eleonóra. Testvérei: Tahi Tóth László és Tahi József színészek, Lehel, Gábor, Nándor és Sára.
A Színművészeti Főiskola filmszínész szakát 1980-ban végezte el, ezután a kecskeméti Katona József Színház tagjaként két évadot játszott, majd szintén két évet Budapesten a József Attila Színházban töltött. 1984-ben szerződött a győri Kisfaludy Színházba, ahol haláláig a társulat meghatározó színésze volt. Filmszínészként is foglalkoztatott volt, játszott – többek között – a Mikor síel az oroszlán?, Zsaruvér és Csigavér II.: Több tonna kámfor, A három testőr Afrikában, a Hamis a baba című filmekben, illetve a Komédiások, az Öregberény és a Kisváros című sorozatokban. A Színházi adattárban regisztrált bemutatóinak száma: 127.
54 éves korában, 2013. május 29-én hunyt el szívinfarktus következtében.

## Fontosabb színházi szerepei
- Nyikolaj Vasziljevics Gogol: A revizor...Hlesztakov
- Barta Lajos: Szerelem...ifj. Biky; öreg Biky
- Csurka István: Az idő vasfoga...Kenéz Pál
- Alekszandr Szergejevics Gribojedov: Az ész bajjal jár...Molcsalin
- Paul von Schönthan – Kellér Dezső – Horváth Jenő – Szenes Iván: A szabin nők elrablása...Rettegi Fridolin
- Tadeusz Różewicz: Fehér házasság...Benjamin
- Dale Wasserman – Ken Kesey: Kakukkfészek...McMurphy
- John Patrick: Teaház az augusztusi Holdhoz...Fisby kapitány
- Joseph Kesselring: Arzén és levendula...Teddy
- Benjamin Jonson: Volpone...Mosca
- William Somerset Maugham: Imádok férjhezmenni...Frederick Lanwndes
- Carlo Terron: Csókolj meg, Alfréd!...Alfréd
- Görgey Gábor: Komámasszony, hol a stukker?...Cuki úr
- Pierre Barillet – Jean-Pierre Grédy: A kaktusz virága...Julien
- Robert Thomas: Szegény Dániel...felügyelő
- Kálmán Imre: A montmartre-i ibolya...Signor Spaghetti
- Szirmai Albert – Bakonyi Károly – Gábor Andor: Mágnás Miska...Mágnás Miska
- Anton Pavlovics Csehov: Cseresznyéskert...Gajev
- Neil Simon: Furcs pár...Oscar Madison
- George Bernard Shaw – Alan Jay Lerner – Frederick Loewe: My Fair Lady...Alfred Doolittle
- Rideg Sándor – Tímár Péter: Indul a bakterház...bakter

## Filmek, tv
- Hamis a baba (1991)
- Öregberény (sorozat) A zsarolás című rész (1994)
- A három testőr Afrikában (1996)
- A rossz orvos (1996)
- Komédiások (sorozat) (2000)
- Kisváros (sorozat)  Anya és lánya 1-2. rész  (2001)
- Mikor síel az oroszlán? (2001)
- Zsaruvér és Csigavér II.: Több tonna kámfor  (2002)